# هرچه چیزها سخت می‌شوند، سخت‌تر می‌جنگم، سخت‌تر می‌جنگم، بیشتر عاشقت می‌شوم
«هرچه چیز ها سخت میشوند، سخت‌تر می‌جنگم، سخت‌تر می‌جنگم، بیشتر عاشقت می‌شوم» (به انگلیسی: The Worse Things Get, the Harder I Fight, the Harder I Fight, the More I Love You) آلبومی از هنرمند اهل ایالات متحده آمریکا نکو کیس است که در ۳ سپتامبر ۲۰۱۳ منتشر شد. این آلبوم ششمین آلبوم استودیویی نکو است. این آلبوم برای بهترین جایگزین آلبوم موسیقی آلترناتیو در پنجاه و ششمین سالانهٔ جایزهٔ گرمی نامزد دریافت جایزه بود.